# اعتلال العصب البصري الالتهابي المزمن
اعتلال العصب البصري الالتهابي المزمن (اختصارًا CRION) هو شكل من أشكال التهاب العصب البصري المتكرر الذي يستجيب للستيرويد ويعتمد عليه. يعاني المرضى عادةً من ألم مرتبط بفقدان البصر. يعد اعتلال العصب البصري الالتهابي المزمن تشخيصًا سريريًا للإقصاء، ويجب استبعاد الأسباب الأخرى المزالة للميالين والمناعة الذاتية والجهازية. سمح اختبار دقيق للأجسام المضادة، أصبح متاحًا تجاريًا في عام 2017، لمعظم المرضى الذين شخصوا سابقًا باعتلال العصب البصري الالتهابي المزمن أن يعاد تعريفهم على أنهم مصابون بمرض الأجسام المضادة لـ MOG، وهو ليس تشخيصًا للاستبعاد. يعتبر التعرف المبكر أمرًا بالغ الأهمية نظرًا لمخاطر فقدان البصر الشديد ولأنه يمكن علاجه بالعلاج المثبط للمناعة مثل الستيرويدات أو العلاج باستنفاد الخلايا البائية. الانتكاس الذي يحدث بعد تقليل أو إيقاف الستيرويدات هو سمة مميزة.

## العلامات والأعراض
يعد الألم، وفقدان البصر، والانتكاس، والاستجابة الستيرويدية نموذجية في اعتلال العصب البصري الالتهابي المزمن. يعد ألم العين أمرًا معتادًا، على الرغم من وجود بعض الحالات التي لم يبلغ عنها بألم. عادةً ما يحدث فقدان بصري حاد ثنائي (متزامن أو متسلسل)، ولكن هناك تقارير عن فقدان بصري أحادي الجانب. يمكن أن يكون لدى المرضى عيب حدقي وارد نسبي مرتبط. يرتبط اعتلال العصب البصري الالتهابي المزمن بانتكاسة واحدة على الأقل، وقد أبلغ عما يصل إلى 18 حالة انتكاسة في الفرد. يمكن أن تتراوح الفترات الفاصلة بين الحلقات من أيام إلى أكثر من عقد. ستتحسن الأعراض مع الستيرويدات القشرية، ويحدث التكرار بشكل مميز بعد تقليل أو إيقاف الستيرويدات.

## طريقة تطور المرض
في عام 2013، كانت المسببات غير معروفة. بالنظر إلى أن اعتلال العصب البصري الالتهابي المزمن يستجيب للعلاج المثبط للمناعة، فقد افترض أنه يتم بوساطة مناعية، ولكن هذا لم يكن مؤكدًا لأنه في ذلك الوقت لم تكن هناك أجسام مضادة معروفة مرتبطة بالمناعة الذاتية.
في عام 2015، أشارت بعض الأبحاث إلى أن اعتلال العصب البصري الالتهابي المزمن ينتمي إلى طيف التهاب الدماغ والنخاع المرتبط بالأجسام المضادة MOG.
اعتبارًا من عام 2019، كانت العلاقة بين اعتلال العصب البصري الالتهابي المزمن والتهاب الدماغ والنخاع المرتبط بالأجسام المضادة عالية جدًا لدرجة أن اعتلال العصب البصري الالتهابي المزمن يعتبر الآن النمط الظاهري الأكثر شيوعًا المرتبط بالأجسام المضادة للبروتين السكري المايلين قليل التغصن (MOG-IgG).
اعتبارًا من عام 2021، تشير بعض التقارير إلى النوع الثاني من اعتلال العصب البصري الالتهابي المزمن بسبب الأجسام المضادة المضادة للفوسفوليبيد.

## التشخيص
في عام 2018، من بين 12 مريضًا في دراسة استوفوا المعايير التشخيصية الحالية لاعتلال العصب البصري الالتهابي المزمن، كان 11 مريضًا (92%) إيجابيين لـ MOG-IgG، وكان آخر مريض هو الحد الأدنى. يتطلب التشخيص استبعاد الأمراض العصبية والعيون والجهازية الأخرى. يجب استبعاد أي سبب من أسباب اعتلال العصب البصري، بما في ذلك إزالة الميالين، مرض الأجسام المضادة لـ MOG، والتصلب المتعدد، والتهاب النخاع والعصب البصري والأمراض الجهازية، السكري، والأسباب السامة، والتغذية، والمعدية. يجب أيضًا استبعاد التهاب العصب البصري المستجيب للكورتيكوستيرويد غير المرتبط بمرض إزالة الميالين، بما في ذلك الساركويد أو الذئبة الحمامية الجهازية أو أمراض المناعة الذاتية الجهازية الأخرى. الأسباب الوراثية مثل الاعتلال العصبي البصري الوراثي ليبر هي أيضًا جزء من التشخيص التفريقي.